# Chthonische Götter

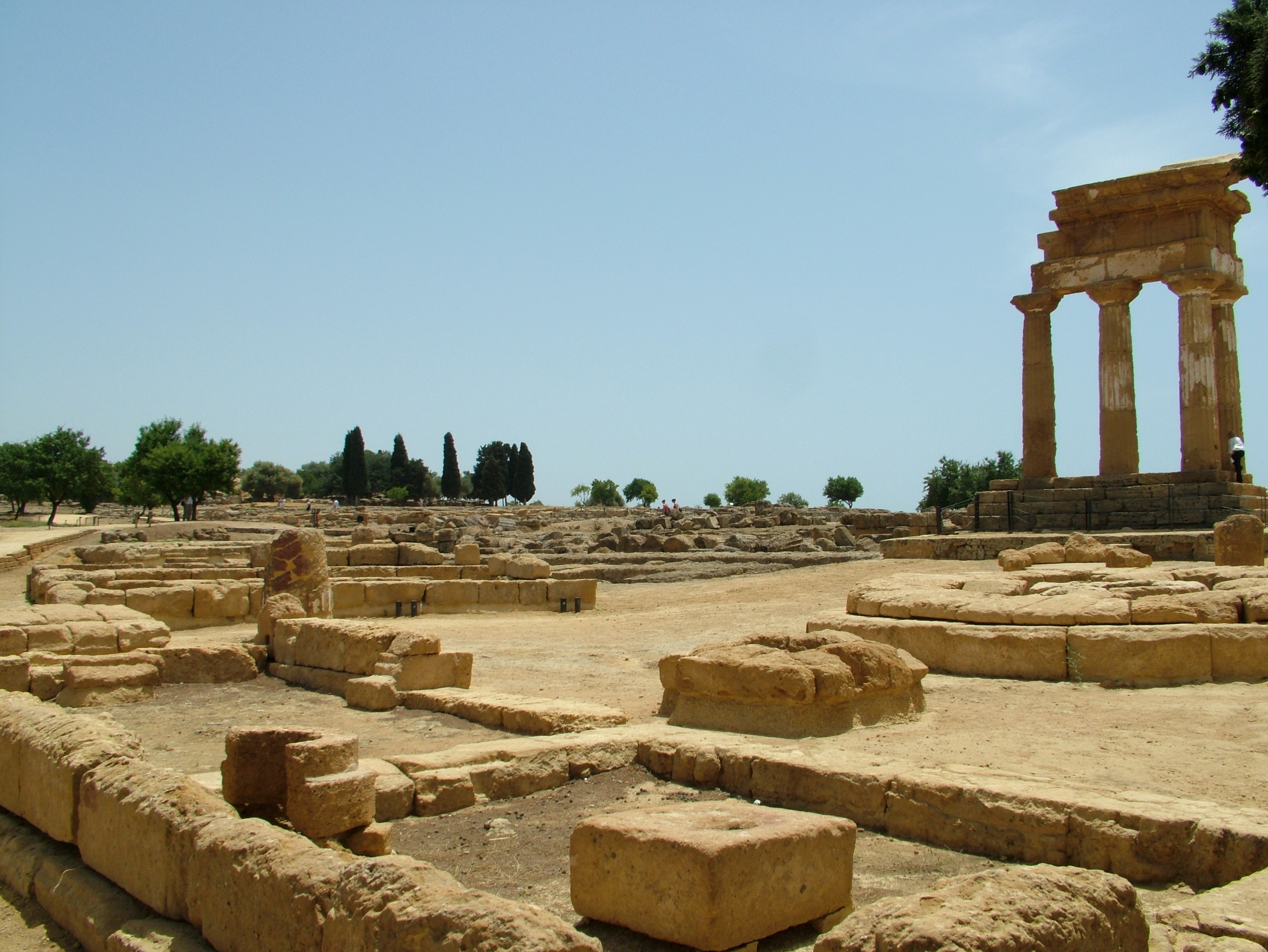
Heiligtum der chthonischen Gottheiten im sizilianischen Agrigent; im Hintergrund ein rekonstruierter Teil des Dioskurentempels

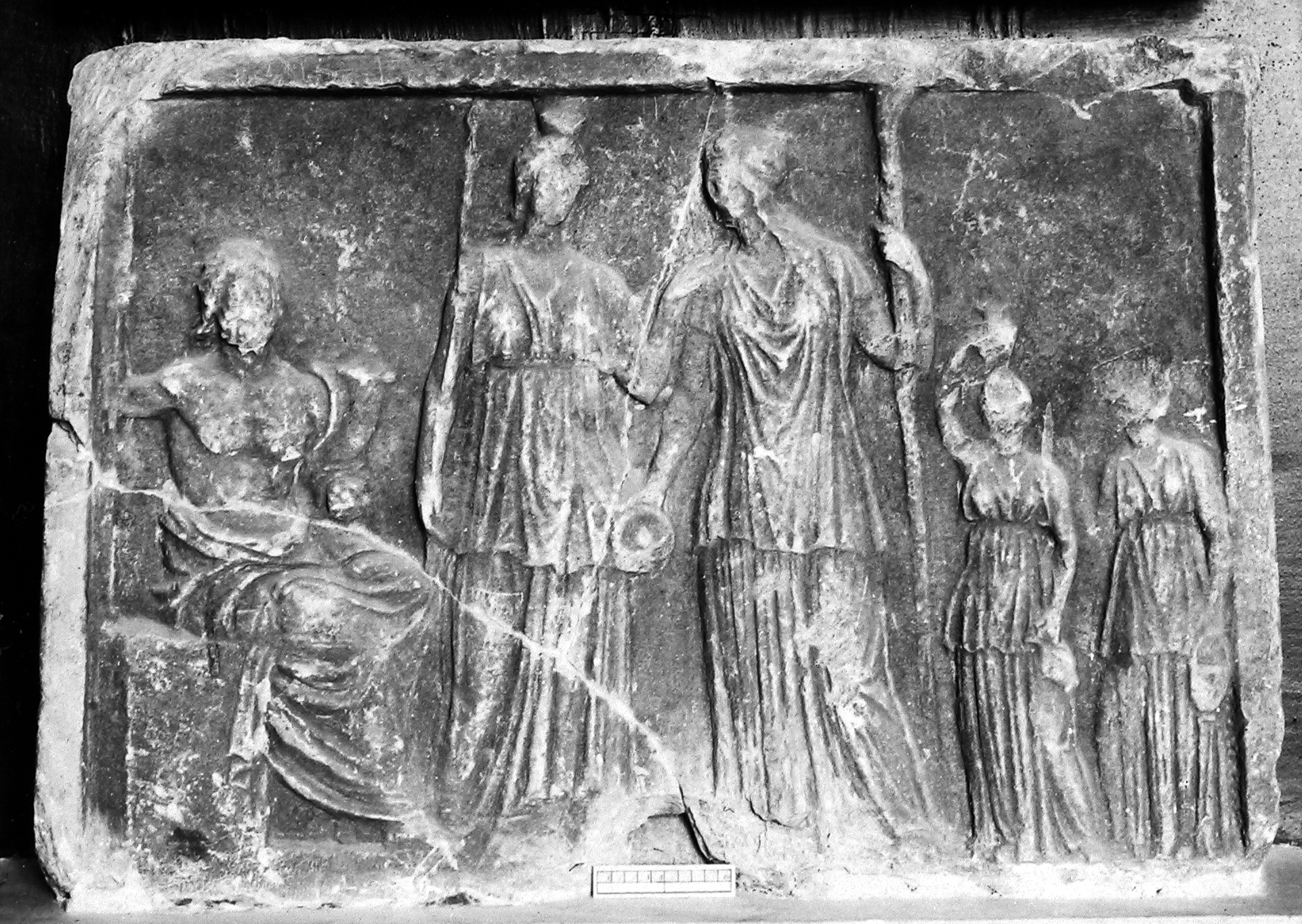
Votivtafel für chthonische Gottheiten (Relief im Nationalmuseum Athen, Fundort: Tegea)

Chthonische Götter oder Chthonioi (altgriechisch Χθόνιοι θεοί, Χθόνιοι Chthónioi theoí, Chthónioi; von χθόνιος chthónios, deutsch ‚der Erde zugehörig‘) sind in der griechischen Mythologie sowohl alle die Unterwelt repräsentierenden, todbringenden Götter als auch jene, die Leben und Fruchtbarkeit spenden (siehe auch Chthonismus).
Männliche  Gottheiten tragen oft den Beinamen Χθόνιος Chthónios (beispielsweise Zeus Chthonios, so wird auch Hades genannt, Herrscher über die Unterwelt), weiblichen wird ein Χθονία Chthonía nachgestellt. Zu Letzteren gehört zuallererst Persephone, Ehefrau des Hades. Ebenso werden die Erinnyen hier eingeordnet, vereinzelt auch die Nymphen, die oft eine bestimmte Landschaft repräsentieren (vergleiche auch Namensträger von Chthonia und Chthonios).
Hesiod verwendet den Sammelbegriff Chthonioi als Bezeichnung für die Titanen. Auch bei den Tragödiendichtern taucht der Ausdruck im Zusammenhang mit Anrufungen der Chthonoi Tyrannoi oder in Abgrenzung zu anderen Kollektiven, wie den Göttern der Meere oder der Lüfte auf – so etwa für Hermes, in parodistischer Form bei Aristophanes. Oft ist jedoch nicht klar, ob sich die Anrufung an die Götter oder an die Gemeinschaft der Toten richtet. Denn diese werden auch als Chthonios bezeichnet.
Als chthonischer Gott wurde zuallererst Hades bezeichnet,  bereits das Epos Ilias benennt ihn als komplementären Gott zum olympischen Zeus als „unterirdischen“ Zeus Katachthonios. Oft ist jedoch bei dieser Benennung nicht zu entscheiden, ob sie ein Synonym für Hades darstellt oder ob Zeus selbst in einer chthonischen Ausprägung mit dem Doppelnamen angesprochen war. So wurde auf Mykonos, in Korinth und in Olympia Zeus Chthonios zusammen mit Ge Chthonia (Gaia) und Dionysos Lenaios verehrt. Für Gaia ist nur bei diesem Kult die Bezeichnung Chthonia bezeugt.
Die Muttergöttin Demeter wird unter ihrem Beinamen Hermione als Chthonia Thea verehrt. Ab dem fünften Jahrhundert ist auch zunehmend Hekate Chthonia anzutreffen, die Göttin der Wegkreuzungen und Wächterin der Tore zwischen den Welten. Ferner wird Typhon als Chthonios Daimon bezeichnet, Chthonion ist insbesondere auch Dionysos als Gott der Vegetation und als Chthonia gelten die Phama, die Gorgo sowie Brimo, wobei dies ein anderer Name für Persephone und ein Beiwort der Hekate wie auch der Ceres und der Cybele sein kann.
Zur Bezeichnung von mythischen Menschen wird Chthonios oder Chthonia gebraucht, um ihre Abstammung von der Erde hervorzuheben. Beispiele hierfür sind der thebanische Sparte Chthonios und Chthonia, die Tochter des Erechtheus.
Als Eigennamen treten Chthonios und Chthonia seit der Zeit des Hellenismus vor allem bei Mythographen und Lexikographen auf. In der römischen Kaiserzeit erscheinen Widmungen an chthonische Gottheiten auf Grabinschriften und Fluchtafeln.